# Dean Furman
Dean Furman (Città del Capo, 22 giugno 1988) è un calciatore sudafricano, centrocampista del Warrington Rylands e della nazionale sudafricana.

## Carriera

### Club
Dopo aver giocato nelle giovanili di Chelsea e Rangers, approda in prima squadra nel 2008, dove esordisce il 10 maggio 2008 contro il Dundee United, sostituendo Kevin Thomson. L'estate successiva passa in prestito al Bradford City, dove resta per una stagione prima del trasferimento a titolo definitivo all'Oldham Athletic, di cui diventa capitano nella stagione 2011-2012.

### Nazionale
Dean Furman viene convocato per la prima volta in Nazionale sudafricana nel 2008, ma collezionerà la sua prima presenza l'8 settembre 2012 in un'amichevole contro il Brasile. Nel 2013 viene convocato per far parte della selezione sudafricana alla Coppa delle Nazioni Africane, che giocherà in casa.
Nei quarti di finale contro il Mali sbaglia uno dei rigori, il Sudafrica poi perderà per 1-3 alla fine dei calci di rigore.

## Palmarès

### Club

#### Competizioni nazionali
- Coppa di Scozia: 1

Rangers: 2007-2008
- Coppa di Lega scozzese: 1

Rangers: 2007-2008